# Хмільники (місцевість)
Хмільники — мікрорайон та місцевість у місті Житомирі. Найчастіше місцевість помилково називають «мікрорайоном Маликова» за назвою розташованої тут вулиці. Назва мікрорайону пояснюється його розташуванням на місці хмільників (масиву для вирощування хмелю) Іванівського колгоспу імені Мічуріна.

## Розташування
Мікрорайон Хмільники розташований у північно-західній частині Житомира та розкинувся вздовж високого лівого берега річки Кам'янки й на берегах річки Кокоричанки. Основна вулиця мікрорайону — вулиця Маликова. Мікрорайон складається з декількох кварталів багатоповерхової житлової забудови по проспекту Миру, вулиці Олександра Клосовського, Маликова, вулиці Святого Зигмунта Фелінського (колишній — провулок Любові Шевцової), Польському бульвару, майдані Зарембського, 1-го Винокурному провулку.

## Історія
Мікрорайон, що постав на лівому березі річки Кокоричанки має іншу історичну назву — Сурина гора, що походить від назви пагорбу, на якому одна із перших в XIX столітті оселилась родина магнатів Суриних. У Червоному провулку (до 1930 року — провулок Короля) збереглась колишня садиба нащадків Суриних, а в саду на постаменті височить скульптура Діви Марії, в пам'ять про загиблу від укусу змії доньку власника (найдавніша з наявних пам'ятка монументального мистецтва Житомира).
Станом на 1915 рік обидва береги річки Кокоричанки, де нині розташовується мікрорайон, знаходилися на території хутора Кокоричанка, за межею міста та були переважно вільними від забудови. Одноповерхова забудова поставала вздовж Вільсько-Шосейної вулиці (нині — проспект Миру), подекуди по Винокуренному провулку, де розташовувався, зокрема, винокуренний завод купця Графмана (у садибі під № 13). Існувала забудова вздовж сучасної Новопівнічної вулиці. Вулиця закінчувалась кутком неподалік Суриної гори. Вулиця Новопівнічна отримала свою назву у 1958 році. Забудова садибами від вулиці Перемоги почалась ще на початку XX століття та була продовженням вулиці Північної (нині — вулиці Миколи Сціборського).
У 1930-х роках у місцевості заснований єврейський хмелярський колгосп «Друкар-Колективіст», створений з числа працівників Житомирської окружної (обласної) друкарні. Згодом колгосп мав назву на честь XVII з'їзду КПРС, згодом —  XVIII з'їзду КПРС. Після Другої світової війни колгосп отримав назву імені Мічуріна. На вільних від забудови землях берегів річки Кокоричанки знаходилися хмільники (масив для вирощування хмелю) колгоспу. У 1980-х роках колгосп розформували, а плантації хмелю знищили для побудови нового мікрорайону.

#### Забудова
Мікрорайон мав проєктну назву Північнозахідний житловий район, пізніше отримав більш коректну назву Хмільники. Район забудовувався за проєктом архітекторів інституту «Житомирпроєкт» у 1980—1990-х роках. 
Першу чергу мікрорайону, між проспектом Миру та вулицею Олександра Клосовського, завершено наприкінці 1980-х років. 
Забудова другої черги мікрорайону по вулиці Маликова, Польському бульвару, майдану Зарембського здійснювалася опісля набуття Україною незалежності та введені в експлуатацію впродовж 1991—1994 років (окрім будинку № 12 по Польському бульвару, 1990 року побудови). Вулиця Маликова почала формуватись на початку 1980-х років. У 1988 році отримала назву на честь командира Житомирського партизанського з'єднання Степана Маликова. На початку 1990-х років сформувалися майдан та бульвар у центрі мікрорайону, спочатку безіменні. У 1992 році бульвар отримав назву Польський, а майдан — назву на честь композитора Юліуша Зарембського, який народився в місті Житомирі. Польський бульвар разом із майданом Зарембського утворив «польський» топонімічний комплекс.
Наприкінці 2016 року до мікрорайону «Хмільники» відкрита тролейбусна лінія.
27 жовтня 2021 року Управління капітального будівництва Житомирської міської ради оголосило тендер на капітальний ремонт території благоустрою центральної алеї Польського бульвару  в м. Житомирі. Очікувана вартість складала 14 млн 432 тис. 448 грн. Виконання робіт були розпочаті з 1 грудня 2021 року, а завершити реставрацію заплановано до 1 вересня 2022 року. Загальна площа бульвару складає близько 8 000 м², з яких понад 4 500 м² відведено на обрізку дерев й озеленення території та 3 500 м² на демонтаж старого асфальту і перекладання плитки. Планується облаштувати водовідведення та полив, встановити нове освітлення та систему відеоспостереження. Передбачені також велопарковка, боларди — гідравлічні висувні протитаранні стовпчики, лави, урни та озеленення. Для висадки обрано більше ніж 60 нових дерев висотою від 3 метрів, що забезпечать тінь та захист від пилу.